# Pekka Himanen

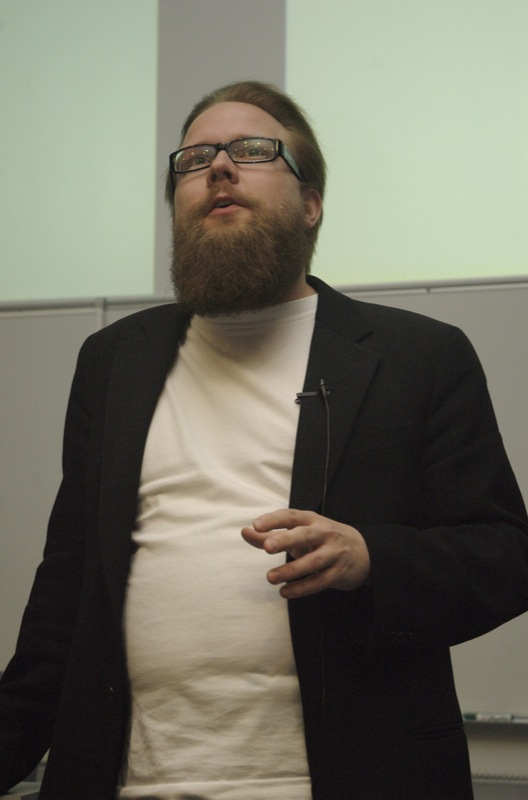
Em 2006

Pekka Himanen (19 de outubro de 1973) é um filósofo finlandês conhecido pela sua obra The Hacker Ethic and the Spirit of the Information Age que discute a ética hacker.

## Biografia
Nasceu na Finlândia. Torna-se doutor em filosofia pela Universidade de Helsínquia aos 20 anos. Antes de completar 30 anos, já trabalhava na Universidade de Berkeley com Manuel Castells, de origem catalã.